# Grégory Leblanc
Grégory Leblanc (Meaux, 30 giugno 1985) è un pilota motociclistico francese.

## Carriera

### Campionato europeo e Motomondiale
Debutta nel 2000 nella coppa di Francia Promosport. Nel 2002 partecipa al campionato francese classe 125, concludendo 3º nella serie National e 5º nella serie Open; nello stesso anno esordisce anche nel motomondiale in occasione del GP di Francia in sella ad una Honda.
Sempre nello stesso anno passa alla classe 250 e inizia a gareggiare anche nel campionato Europeo Velocità arrivando 16º al termine della stagione. L'anno seguente conclude 4º nel campionato francese e 12º nell'Europeo, ma un infortunio manda in fumo le sue speranze. Durante l'anno è iscritto anche a due prove del motomondiale, sempre come wild card, ma non riesce a qualificarsi.
Nel 2004 partecipa sempre al campionato europeo (dove si piazzerà quarto) e contemporaneamente partecipa anche a otto prove del motomondiale 2004, sempre nella stessa classe ma passando alla guida di una Aprilia del team Equipe GP de France. Viene dallo stesso team confermato anche l'anno successivo, con compagno di squadra Sylvain Guintoli.

### Mondiale Supersport
Nel 2006 passa a gareggiare nel mondiale Supersport; in sella ad una CBR600RR del team Vazy Racing raccoglie tre punti. Continua con la stessa squadra anche nel 2007 anno in cui, con quindici punti, è ventinovesimo. Nel 2008, sua ultima annata in questa categoria, passa a CRB Grand Prix con cui è trentaduesimo.
Ha partecipato nel 2009 come wildcard ad una prova della Superstock 1000 FIM Cup con una Yamaha YZF R1 del team Duterne Racing, portando a termine la gara con un piazzamento fuori dalla zona punti.
Dal 2009 partecipa come pilota titolare al campionato Francese, laureandosi campione della categoria Supersport nel 2010 con 305 punti e nel 2012. A partire dal 2013, vince per tre anni consecutivi il campionato francese Superbike. Vince inoltre quattro edizioni consecutive del Bol d'or, dal 2012 al 2015, sempre con motociclette Kawasaki. Nel 2024 gareggia, con due motociclette diverse, nel campionato francese e nel mondiale Endurance.

## Risultati in gara

### Motomondiale
| 2002 | Classe | Moto  |  |  |  |    |  |  |  |  |  |  |  |  |  |  |  |  |  | Punti | Pos. |
| ---- | ------ | ----- |  |  |  | -- |  |  |  |  |  |  |  |  |  |  |  |  |  | ----- | ---- |
| 2002 | 125    | Honda |  |  |  | 24 |  |  |  |  |  |  |  |  |  |  |  |  |  | 0     |      |

| 2003 | Classe | Moto  |  |  |    |  |  |  |  |  |  |  |  |  |  |  |  |    |  | Punti | Pos. |
| ---- | ------ | ----- |  |  | -- |  |  |  |  |  |  |  |  |  |  |  |  | -- |  | ----- | ---- |
| 2003 | 250    | Honda |  |  | NP |  |  |  |  |  |  |  |  |  |  |  |  | NQ |  | 0     |      |

| 2004 | Classe | Moto    |  |    |    |  |  |  |  |  |  |    |    |  |     |    |    |    |  | Punti | Pos. |
| ---- | ------ | ------- |  | -- | -- |  |  |  |  |  |  | -- | -- |  | --- | -- | -- | -- |  | ----- | ---- |
| 2004 | 250    | Aprilia |  | 21 | 22 |  |  |  |  |  |  | 13 | 22 |  | Rit | 19 | 17 | 20 |  | 3     | 32º  |

| 2005 | Classe | Moto    |    |     |     |    |    |    |    |    |    |     |    |  |  |  |  |  |  | Punti | Pos. |
| ---- | ------ | ------- | -- | --- | --- | -- | -- | -- | -- | -- | -- | --- | -- |  |  |  |  |  |  | ----- | ---- |
| 2005 | 250    | Aprilia | 15 | Rit | Rit | 19 | 14 | 15 | 20 | NE | 14 | Rit | 21 |  |  |  |  |  |  | 6     | 26º  |

| Legenda | 1º posto        | 2º posto            | 3º posto            | A punti      | Senza punti        | Grassetto – Pole position Corsivo – Giro più veloce |
| Legenda | Gara non valida | Non qual./Non part. | Ritirato/Non class. | Squalificato | '-' Dato non disp. | Grassetto – Pole position Corsivo – Giro più veloce |

### Campionato mondiale Supersport
| 2006 | Moto  |     |    |    |    |    |    |     |    |     |    |  |    |  | Punti | Pos. |
| ---- | ----- | --- | -- | -- | -- | -- | -- | --- | -- | --- | -- |  | -- |  | ----- | ---- |
| 2006 | Honda | Rit | 17 | 16 | 23 | 26 | 18 | Rit | NP | Rit | 19 |  | 13 |  | 3     | 36º  |

| 2007 | Moto  |     |    |     |    |  |     |    |    |    |    |    |     |   | Punti | Pos. |
| ---- | ----- | --- | -- | --- | -- |  | --- | -- | -- | -- | -- | -- | --- | - | ----- | ---- |
| 2007 | Honda | Rit | 12 | Rit | NP |  | Rit | 14 | 18 | 16 | 14 | 18 | Rit | 9 | 15    | 29º  |

| 2008 | Moto  |    |    |     |     |    |    |    |     |  |  |  |  |  | Punti | Pos. |
| ---- | ----- | -- | -- | --- | --- | -- | -- | -- | --- |  |  |  |  |  | ----- | ---- |
| 2008 | Honda | 11 | 25 | Rit | Rit | 23 | 17 | 22 | Rit |  |  |  |  |  | 5     | 32º  |

| Legenda | 1º posto        | 2º posto            | 3º posto           | A punti      | Senza punti        | Grassetto – Pole position Corsivo – Giro più veloce |
| Legenda | Gara non valida | Non qual./Non part. | Ritirato/Non class | Squalificato | '-' Dato non disp. | Grassetto – Pole position Corsivo – Giro più veloce |